# Amicizia

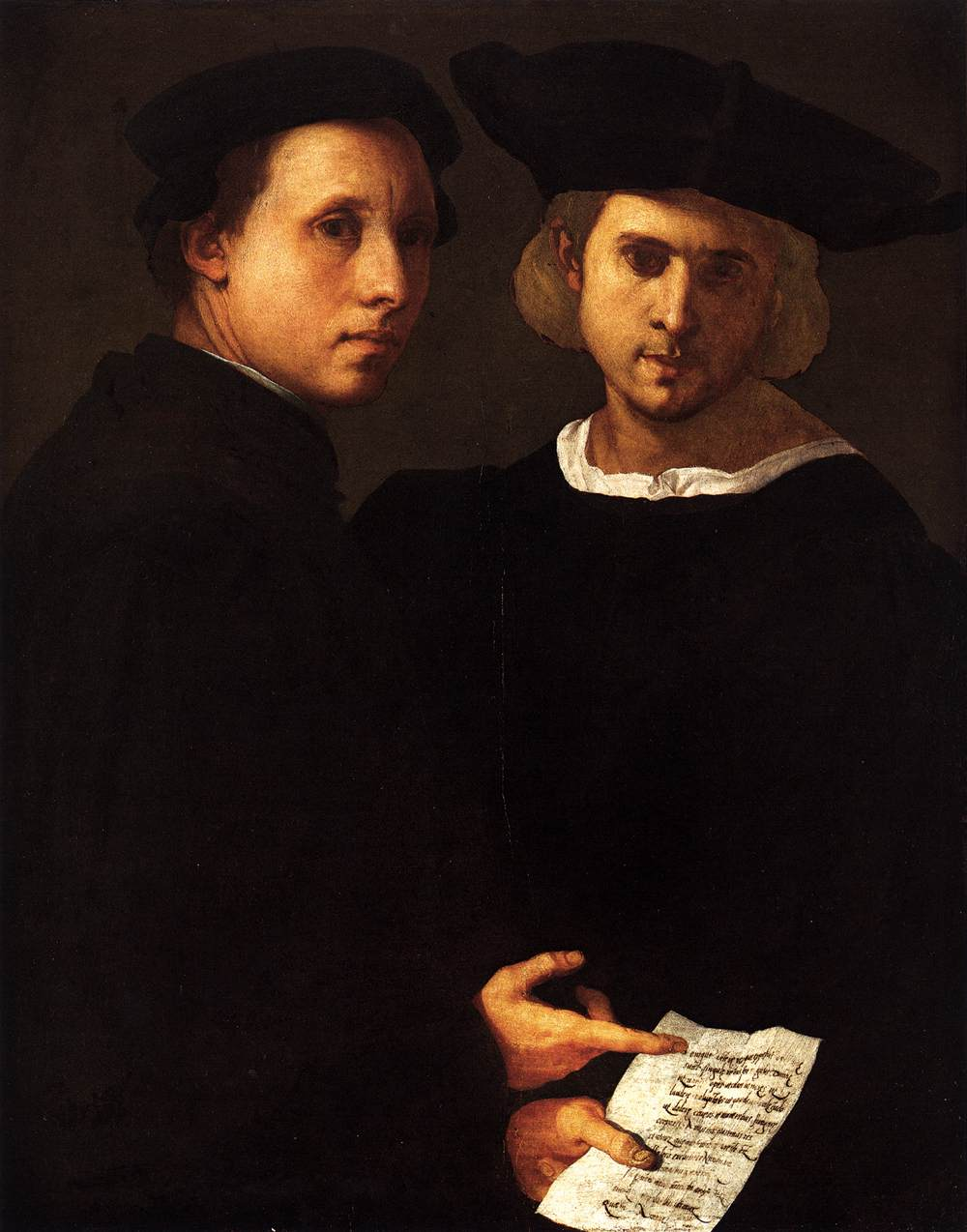
Ritratto di due amici, olio su tavola di Jacopo da Pontormo (1522 circa)

L'amicizia  è un tipo di relazione interpersonale, accompagnata da un sentimento di fedeltà reciproca tra due o più persone, caratterizzata da una carica emotiva. In tutte le culture, l'amicizia viene percepita come un rapporto basato sul rispetto, la sincerità, la fiducia, la stima e la disponibilità reciproca. Il tema dell'amicizia è al centro di innumerevoli opere dell'arte e dell'ingegno; fu trattato in filosofia da Aristotele e Cicerone ed è oggetto di canzoni, testi letterari, opere filmiche e via dicendo. Il suo opposto è l'inimicizia.

## L'amicizia nello sviluppo dell'individuo

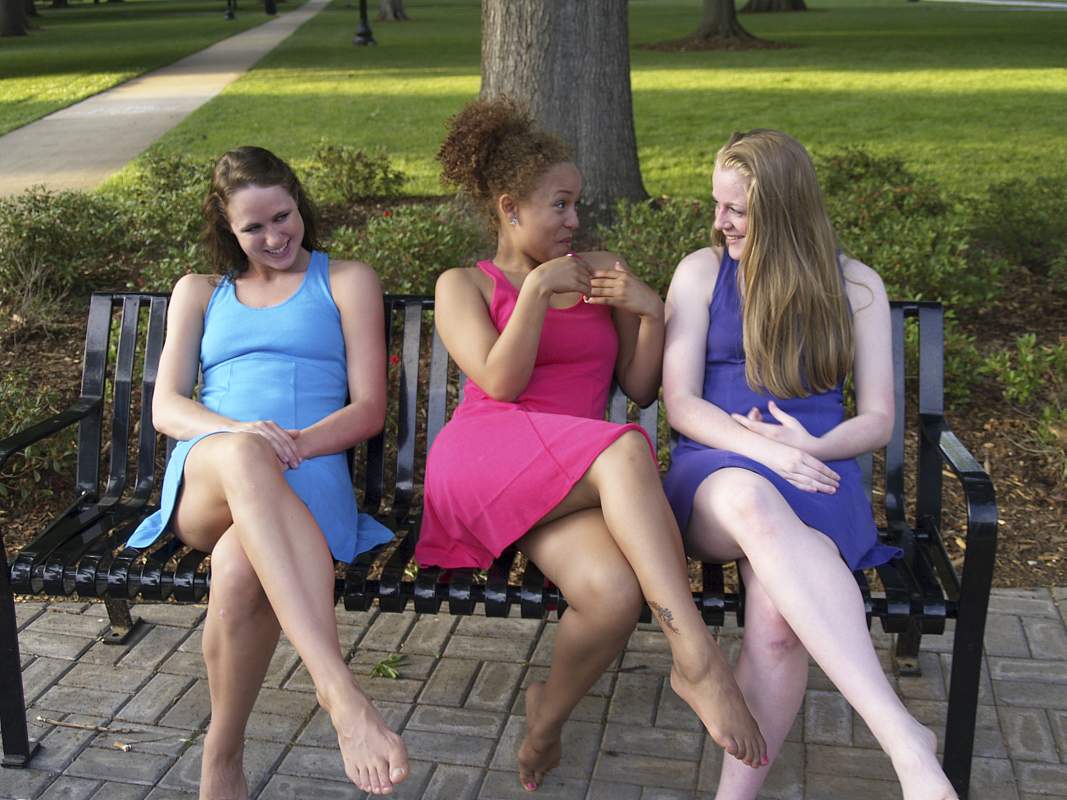
Un gruppo di amiche sedute su una panchina e intente a discutere

Nel divenire dello sviluppo dell'emotività individuale, le amicizie vengono dopo il rapporto con i genitori e prima dei legami di coppia che si stabiliscono alla soglia della maturità. Nel periodo che intercorre fra la fine dell'infanzia e l'inizio dell'età adulta, gli amici sono spesso la componente più importante della vita emotiva dell'adolescente, e spesso raggiungono un livello di intensità mai più eguagliato in seguito. Queste amicizie si stabiliscono il più delle volte, ma non necessariamente, con individui dello stesso sesso ed età. Le prime forme d'amicizia si possono avere anche nei primi anni di vita quando i bambini condividono gli stessi giochi e le stesse esperienze ludiche e di crescita. I bimbi piccoli incontrano i loro coetanei all'interno del nido e con loro instaurano delle semplici relazioni che ancora non si possono definire amicizia.

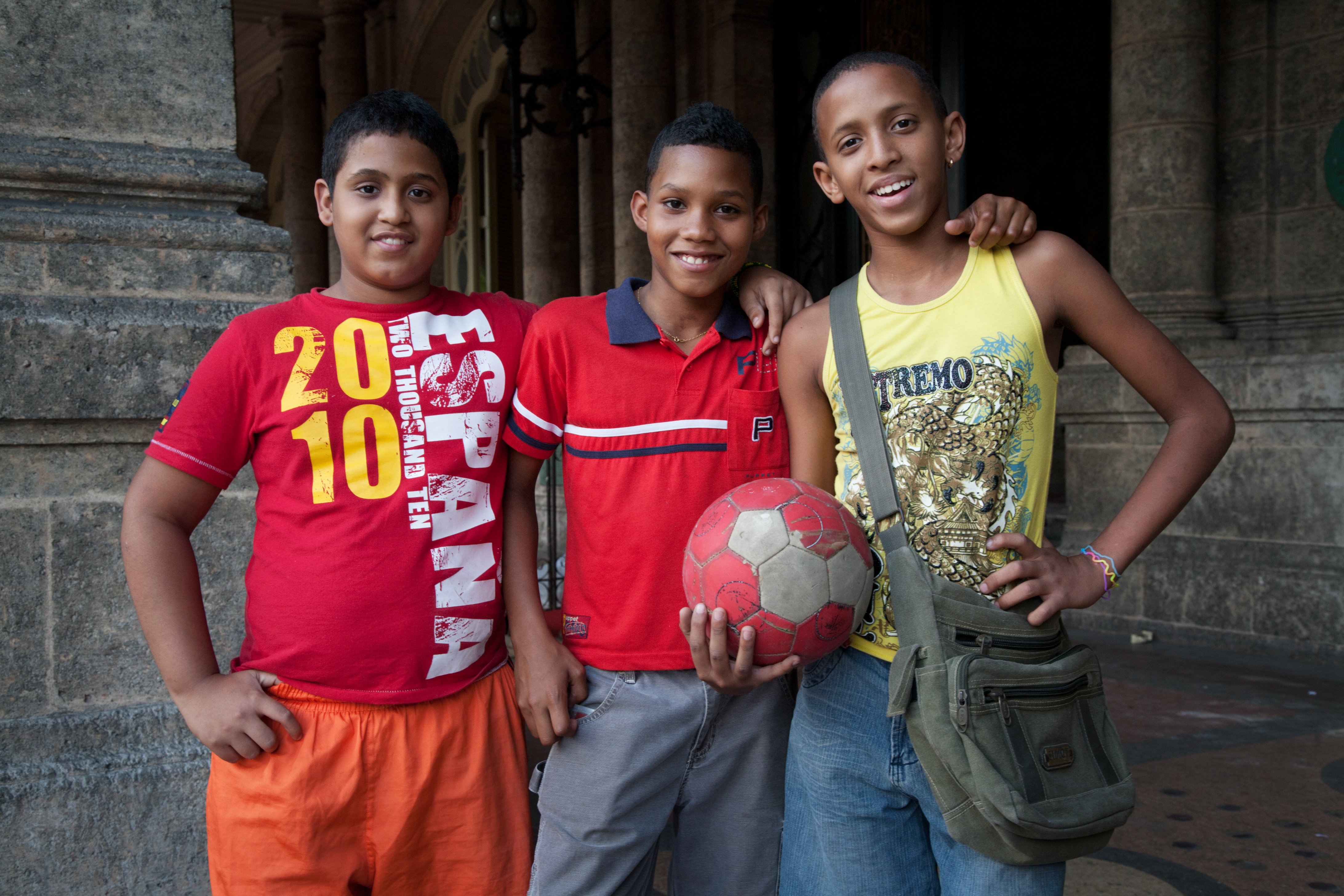
Tre amici

Due bambini che giocano insieme entrano in relazione e si conoscono a vicenda. Con l'ingresso nella scuola materna, i bambini imparano le abilità fondamentali che servono per lo sviluppo e la nascita delle nuove amicizie. Negli anni della scuola materna preferiscono stare insieme ad alcuni bambini rispetto ad altri e nelle sezioni nascono anche i primi gruppi di amici. Nella scuola elementare i bambini trascorrono molte ore con i loro compagni e cercano punti di riferimento all'interno della classe. Solitamente il punto di riferimento è un compagno dello stesso sesso, ma può anche accadere che nascano amicizie tra coetanei di sesso differente. Le amicizie alla fine della scuola elementare sono ormai consolidate e di solito destinate a cambiare con l'ingresso nella scuola media. I bambini instaurano amicizie coi coetanei o con altri bimbi di età differente anche in altri luoghi come nei parchi o nelle ludoteche.

## Storia del concetto filosofico
L'amicizia è un sentimento che si basa su una comunanza di affetti, interessi e reciproca stima. Difficilmente definibile in modo univoco e definitivo in quanto l'amicizia si può fondere e confondere con diversi comportamenti umani affettivi, apparentemente simili, come l'amore, la simpatia, la benevolenza, la carità cristiana ecc.

### Filosofia antica greca

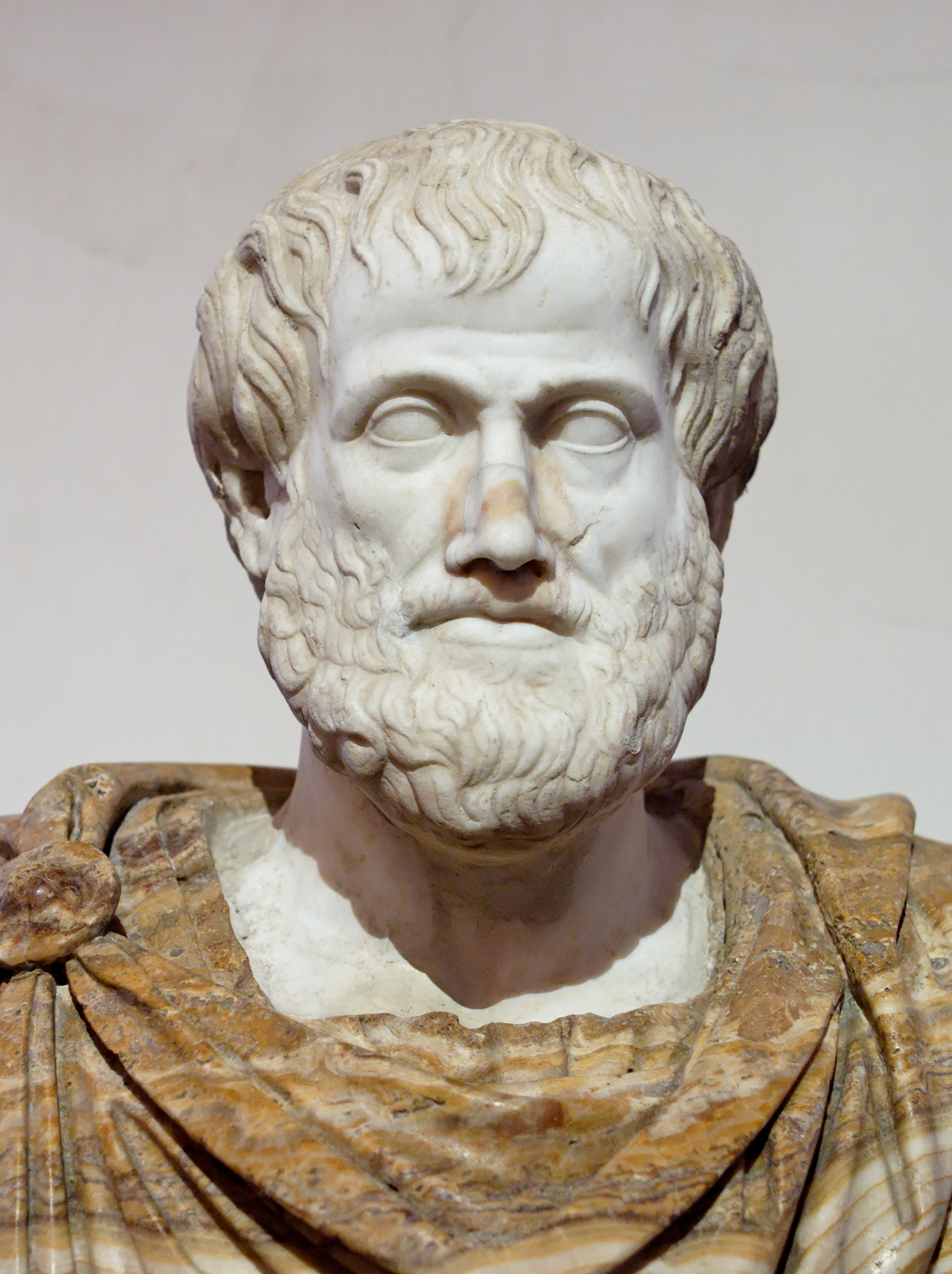
Aristotele

Nella filosofia greca il termine "amicizia" viene reso con ϕιλία (filía) che in Empedocle è un principio fisico e divino che raccoglie in un'unità armonica gli elementi, terra, acqua, aria e fuoco, costituenti il cosmo.
Aristotele (384 a.C.-322 a.C.) dedica all'amicizia i libri VIII e IX dell'Etica nicomachea. Secondo Aristotele gli uomini potrebbero fare a meno di tutti i beni ma non possono rinunciare all'amicizia. Non si può vivere senza amici anzi in questi noi specchiamo noi stessi così che « [...] quando vogliamo conoscere noi stessi potremo conoscerci guardando nell'amico». Non si deve confondere l'amicizia con l'amore che è un'affezione (πάϑος) che interviene dall'esterno mentre il rapporto di amicizia è un sentimento interiore continuativo che genera un comportamento amichevole abituale. L'amore è associato al desiderio, all'eccitazione che nascono dalla vista del bello e dal piacere che ne consegue mentre nell'amicizia questi sentimenti sono esclusi. Così anche la benevolenza, che può esercitarsi di nascosto nei confronti di sconosciuti è diversa dall'amicizia che richiede una visibile conduzione di vita in comune con ideali condivisi. L'amicizia può nascere anche per interessi materiali condivisi per il conseguimento dell'utile (tipica degli anziani che hanno più bisogno di soccorso) o del piacere (tipica dei giovani che seguono le proprie inclinazioni) che una volta ottenuti segnano la fine dell'amicizia. L'amicizia vera, bella, quanto rara e duratura, è quella fondata sulla virtù e sul bene che porta a volere il bene dell'altro di persone sé stesso, come persona, ponendo in secondo piano eventuali pur possibili piaceri o utilità. Occorre distinguere tra desiderio di amicizia, nato dall'iniziale empatia tra due persone che porta a voler approfondire la reciproca conoscenza, e amicizia vera e propria. A seconda dei gruppi sociali vi sono diversi tipi di amicizia come quella tra i marinai, i soldati ecc. e anche quella tra padrone e servo quando quest'ultimo sia valutato non come strumento di lavoro ma per la sua umanità. Nessun rapporto amichevole può esservi tra il tiranno e il suddito poiché non esiste nessuna comunanza tra chi comanda e chi deve obbedire.

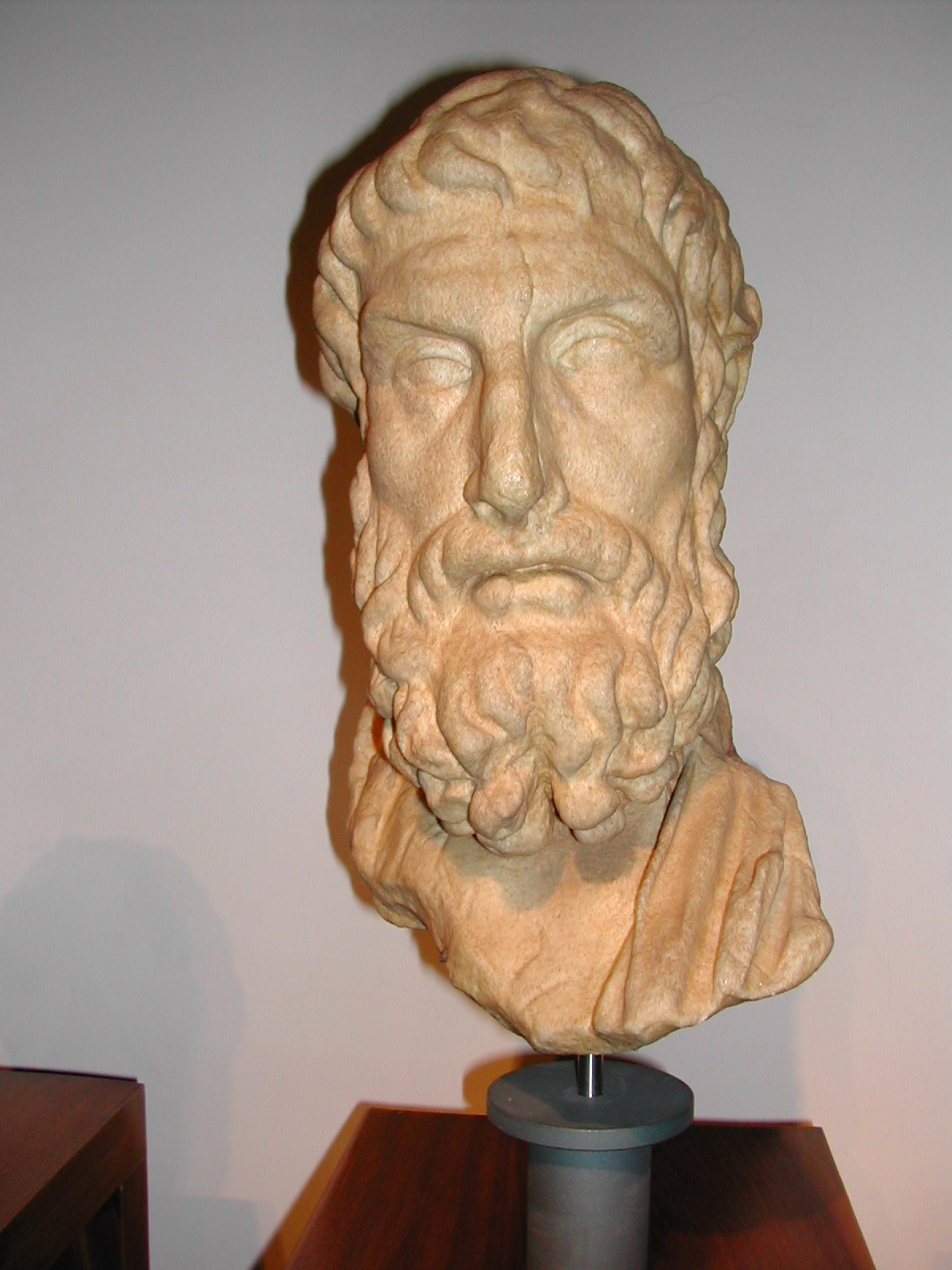
Epicuro

Per Epicuro (341 a.C.-270 a.C.) l’amicizia è essenziale per il conseguimento di una vita felice, poiché se la filosofia ci apre la via alla felicità questa non si raggiunge se non con la pratica dell'amicizia. È vero, sostiene Epicuro riprendendo Aristotele, che nessuno può vivere senza amici ma 
Infatti l'amicizia, intesa come reciproca solidarietà tra coloro che cercano insieme la felicità va oltre la filosofia poiché
Sono infatti passati 60 anni dalla morte di Socrate e i cittadini greci sono diventati sudditi di un Impero e hanno perso l'elemento fondante della vita politica: la libertà. Per Epicuro ormai l'uomo non si identifica più con il cittadino e la politica è «un inutile affanno»; l'uomo dovrà invece essere contento del vivere appartato e l'amicizia potrà sostituire, in un certo modo, i rapporti sociali per i quali valgono ancora le leggi, che vanno rispettate ma solo perché calpestandole, non avendo la certezza dell'impunità, rimarrebbe il timore di un castigo che turberebbe la serenità per sempre.
La filosofia, che ci ha insegnato a liberarci dall'inutile affanno del conseguire desideri non naturali né necessari, ci ha reso liberi rinnovandoci nei nostri rapporti con gli altri tramite l'amicizia. Quasi in uno slancio mistico Epicuro può così proclamare che 

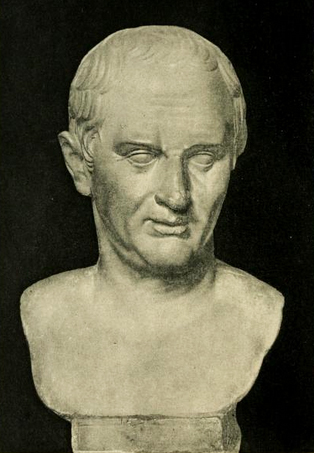
Cicerone

### Filosofia romana
Per gli antichi romani l'amicizia consisteva nella sodalitas, cioè nella solidarietà fra gruppi di individui – detti sodales – accomunati da uno stesso scopo pratico da raggiungere e legati tra loro da un rapporto basato sulla fiducia che l'amico non verrà meno ai suoi impegni

A questa concezione il pensiero ciceroniano contrapporrà quella filosoficamente fondata sulla virtus, caratterizzata dalla completa condivisione spirituale tra gli amici. La prima, l'amicitia come sodalitas, è apparente, esteriormente simile a quella reale, si propone invece di perseguire utilitas e vantaggi personali. L'elemento distintivo tra un'amicitia virtuosa e quella fondata sulla sola utilitas, sul profitto, risiede dunque in quell'affetto disinteressato che spinge il vero amico ad essere più propenso a rendere servigi piuttosto che a richiederne, dando così vita ad una sorta di competizione morale incentrata su una reciproca disposizione d'animo volta al bene nei confronti dell'altro. Un rapporto umano così strutturato sarà alla fine vantaggioso per entrambi gli amici e, soprattutto, sarà duraturo nel tempo. Se, viceversa, il pilastro dell’amicitia risiede nella mera convenienza, il legame verrà meno parallelamente al mutare degli interessi da soddisfare, sino a quando cioè l'"amico" mi sarà utile per realizzare i miei scopi.

### Filosofia cristiana

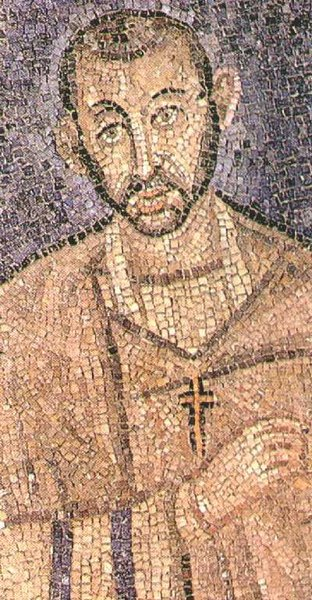
Sant'Ambrogio

L'amicizia è sempre stata considerata, in qualunque epoca, un sentimento fondamentale per la vita sociale, ed è stata santificata dalle religioni. Per esempio, i Greci presentavano come modello di amicizia, portata alle estreme conseguenze, quella fra Oreste e Pilade. In tutte le cosiddette religioni abramitiche ricorre il racconto di Davide e Gionata. 
Nella Bibbia Abramo è detto «amico di Dio» il quale si rivolge a Mosè come a un amico; anche Gesù chiama i discepoli amici:
Per Sant'Ambrogio (340-397) «la più bella tra le cose» è l'amicizia che permette di condividere gioie e dolori. L'amicizia deve essere perseverante, fondata sulla simpatia non sul denaro e infatti «le amicizie tra i poveri sono per lo più migliori di quelle tra i ricchi, e spesso i ricchi sono senza amici mentre i poveri ne hanno molti». L'amicizia non può contraddire la fede: non si può essere amici di chi calpesta la religione, custode dell'amicizia e dell'eguaglianza.
Alcuni autori come Giovanni Crisostomo (354-407) hanno sostenuto che ormai il concetto di amicizia era ai loro tempi scomparso «Non parlarmi degli amici di oggi, perché dopo la scomparsa degli altri valori, anche questo non c'è più»
Nell'amicizia cristiana il rapporto interpersonale viene esteso all’umanità intera attraversata da un amore fraterno che unisce gli uomini tra loro e questi con Dio.
Non vi è dubbio che con il cristianesimo il valore dell'amicizia subì una diminuzione in quanto ontologicamente venne sostituita dalla carità e sentimentalmente dall'amore coniugale e si ridusse a un comportamento riservato a anime raffinate come per Agostino d'Ippona che dichiara di non riuscire a vivere senza amici e che considera l'amicizia uno strumento della carità.

### Filosofia moderna

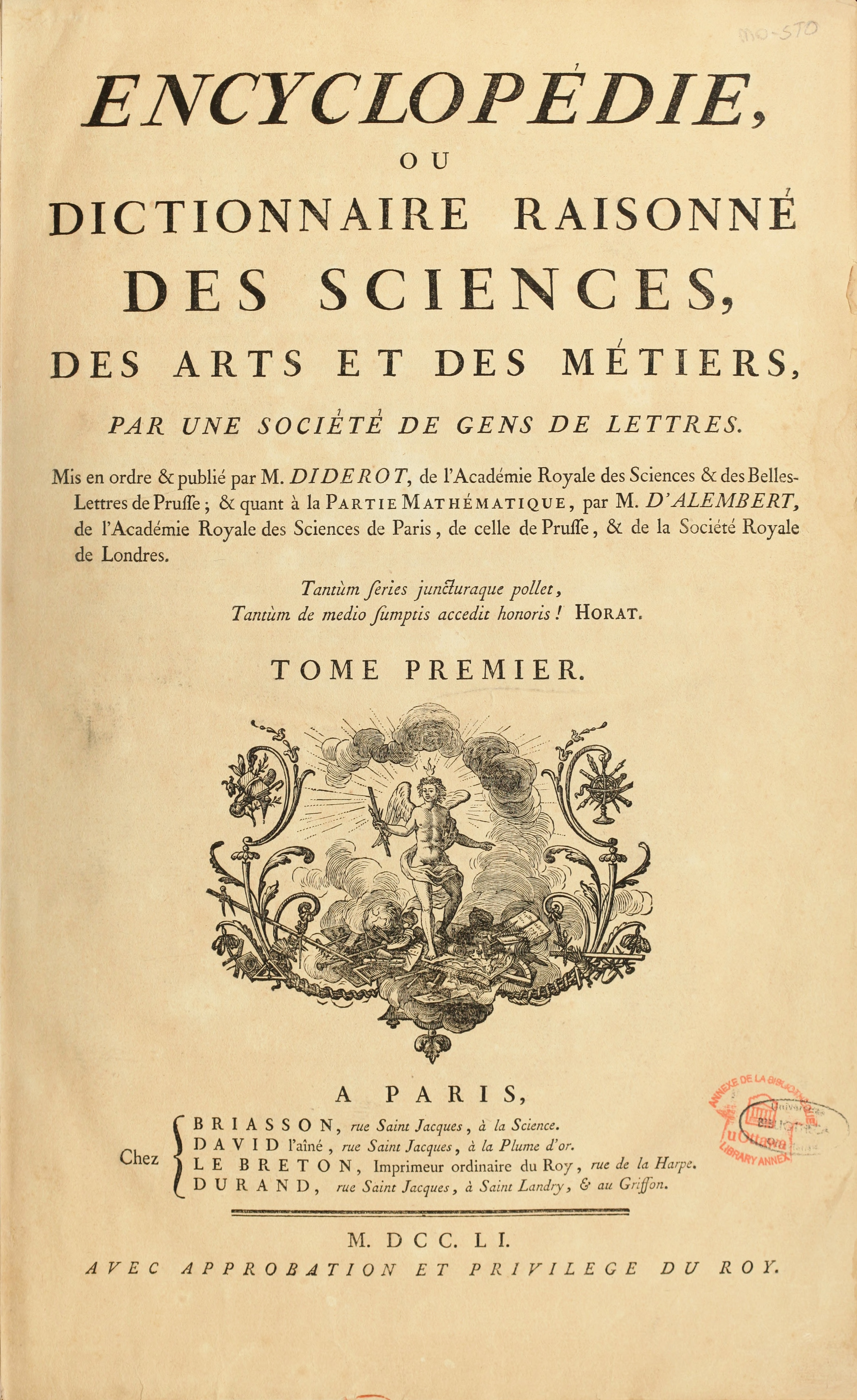
LEncyclopédie

Nell'età rinascimentale si diffonde nei circoli degli intellettuali la concezione, ispirata da Marsilio Ficino nel suo commento al Simposio, dell'amicizia come condivisione ideale e spirituale che poteva trasformarsi nell'omoerotismo poiché l'amore tra uomini appariva più naturale che quello tra uomo e donna.
Nella Encyclopédie illuminista una voce viene dedicata all'amicizia dove l'estensore riprende le considerazioni sul tema elaborate nella Introduction à la connaissance de l'esprit humain (1746) da Luc de Clapiers de Vauvenargues per il quale l'amicizia non può ridursi a un «rapporto onesto e piacevole» poiché «il mero commercio dello spirito si chiama semplicemente conoscenza; il commercio in cui il cuore si interessa a causa del piacere che ne ricava, è detto amicizia». In effetti è «l'insufficienza del nostro essere che fa nascere l'amicizia ed è l'insufficienza dell'amicizia stessa che la fa perire» come accade quando nessuno dei due amici vuole rinunciare al personale "amor proprio" e dare più di quanto riceva. La condizione essenziale dell'amicizia è l'uguaglianza:

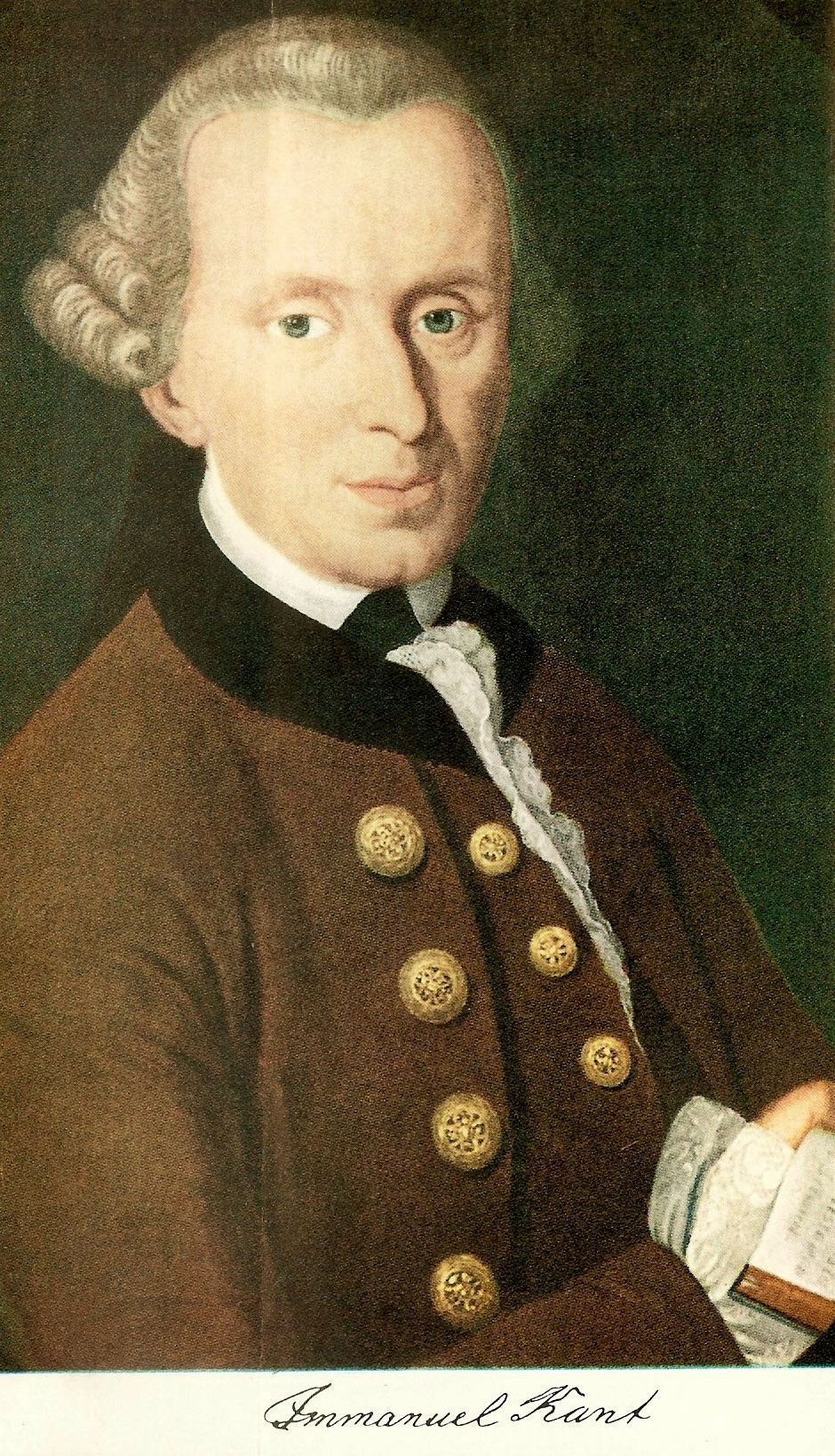
Ritratto e firma di Immanuel Kant

Jean Jacques Rousseau dedica diverse pagine della sua opera Emilio o dell'educazione al tema dell'amicizia: «il primo sentimento verso cui si sente disposto un giovane educato con cura non è l'amore, ma l'amicizia». Un giovane di buoni sentimenti sente presto nascere in sé il desiderio di aprirsi e confidarsi a un essere amato e da qui si origina l'amicizia; con l'amore e l'amicizia nascono però il tradimento e i dissensi. Rousseau fa quindi riferimento alle sue personali esperienze di quando venendo continuamente messo in discussione dalle critiche dei suoi amici, lui che rispettava invece il loro modo d'essere, venne alla fine da loro abbandonato: «trovo molto strane quelle persone che, in nome dell'amicizia, pretendono sempre d'immischiarsi nelle mie faccende senza dirmi nulla delle loro»
Per la sua visione filosofica e per esperienza personale Immanuel Kant diffida dell'amicizia distinguendo tre specie di amici: «quelli che vi amano, quelli che non si occupano affatto di voi, quelli che vi odiano». Occorre quindi stare bene attenti a riconoscere i veri amici. Nelle sue Lezioni di Etica Kant distingue tra l'amor proprio che spinge l'uomo a ricercare il personale interesse e l'amore verso l'umanità, determinando così una situazione di contrasto tra il promuovere la propria felicità e quella degli altri. L'amicizia è un ideale che spesso non corrisponde alla realtà che contraddistingue il rapporto tra amici anche se bisogna sempre tentare di raggiungere questo supremo fine. Vi sono tre forma di amicizia: quella che nasce dal bisogno cosicché gli amici possano soddisfare concrete esigenze; quella che genera il piacere di stare assieme e che funziona a condizione che gli amici appartengano a ceti diversi, altrimenti s'intratterranno vacuamente solo su argomenti di comune conoscenza; infine, quella che realizza «l'unione di due persone legate da un eguale reciproco amore e rispetto» con alla base un ideale morale che ispiri una volontà buona diretta al conseguimento della felicità, per se stessi e per l'umanità, man a mano che questa progredisca nella civiltà

### Filosofia contemporanea

Benedetto Croce

Per Arthur Schopenhauer amore e amicizia sono le illusioni offerte all'uomo per mascherare il dolore dell'esistenza dalla "volontà di vivere". La forma kantiana dell'amicizia basata sulla reciproca sollecitudine per risolvere le necessità dell'esistenza per Schopenhauer è invece fonte d'inimicizia causata dalla diversità degli interessi. La reale amicizia invece può nascere dalla compassione per la miserevole condizione umana ma non si tratterà di un impegno per il bene dell'altro quanto di condivisione del dolore.
Sull'amicizia ha anche scritto Benedetto Croce rilevando come essa instauri un rapporto morale bilaterale dove ognuno agisce per il bene dell'altro e che, se si trasforma in unilaterale, diventa passione sensuale «o si cangia in affetto di compassione, di protezione e simili». Come nell'amore le caratteristiche dell'amicizia sono: «bilateralità, egualità, non protezione, non inferiorità; anche qui niente di utilitario, altrimenti è scambio economico, né di meramente affettivo, altrimenti si chiama simpatia;». L'amicizia non va giudicata né apprezzata per qualità intellettuali o morali: non si può pretendere che l'amico sia un modello di virtù ma neppure rinunciare a criticare i suoi difetti. Pur nella fondamentale regola dell'amicizia come istituto morale del tutto disinteressato, anche quando si sente di dover concedere qualcosa di più all'amico, questa situazione non va giudicata come ingiustizia o parzialità, poiché «all'amico che si presume vero e sincero si dà quel che gli spetta, cioè quel che egli è pronto a dare a noi: e questa è pur giustizia, la giustizia del caso particolare.»

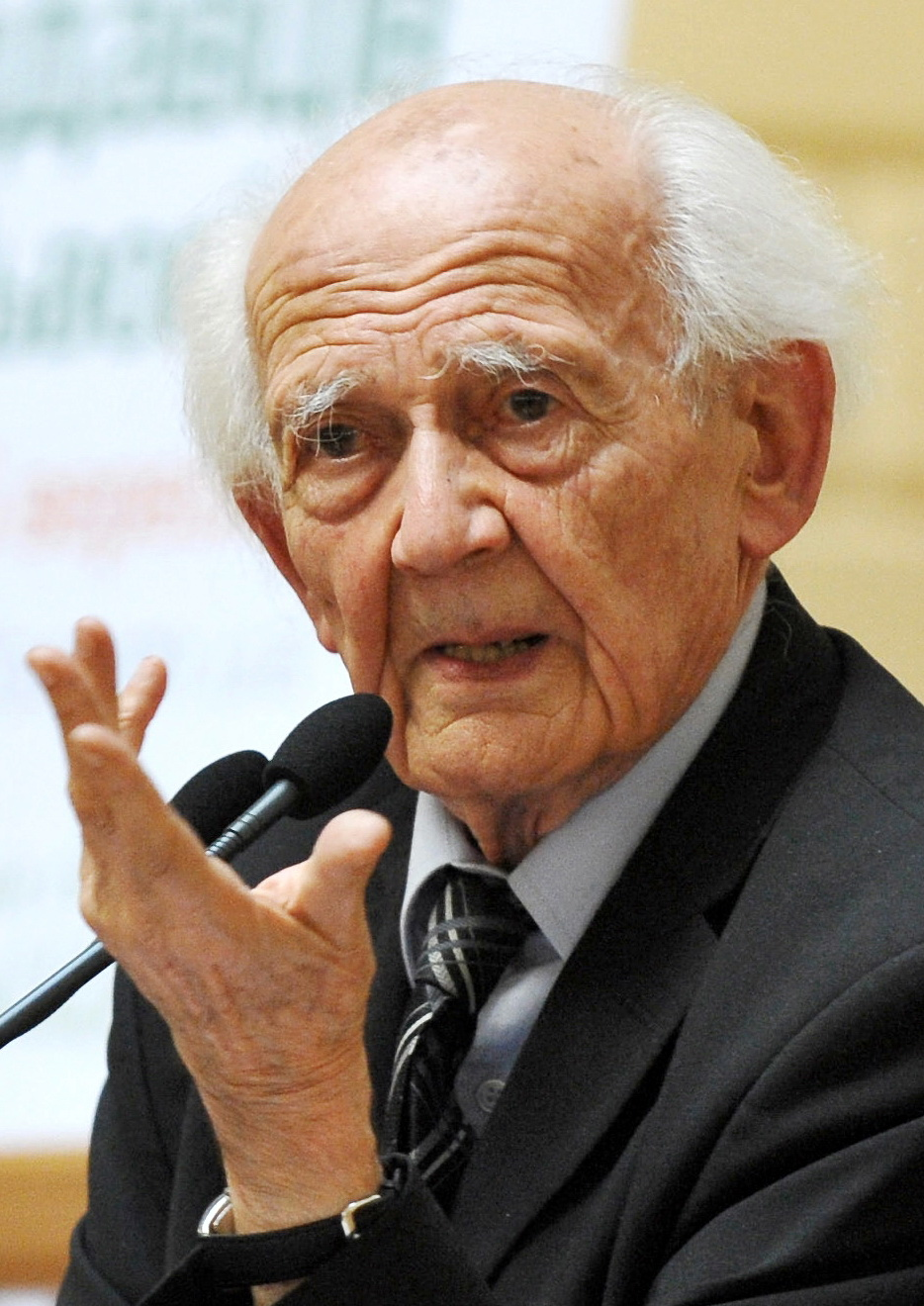
Zygmunt Bauman

Anche quando la fortuna non ci concede di avere amici allora è il momento di andarli a cercare in quella «compagnia meno corporea ma più salda e più sicura, nel paese ideale in cui convengono gli spiriti di ogni luogo e tempo. E colà si intende e si prosegue il pensiero e il sentire degli uomini del passato, e si conversa con loro, e si palpita coi loro cuori.»
Il sociologo Zygmunt Bauman (1925-2017) ha descritto l'odierna società dominata da un senso di disorientamento che deriva dalla trasformazione dei suoi componenti da produttori a consumatori. In particolare, egli collega tra loro concetti quali il consumismo e la creazione di rifiuti "umani", la globalizzazione e l'"industria della paura", lo smantellamento delle sicurezze e una vita "liquida" sempre più frenetica e costretta ad adeguarsi alle attitudini del "gruppo" per non sentirsi esclusa da un mondo in continua trasformazione. Dunque un mondo liquido dove ogni aspetto della vita perde la sua stabilità compresi i rapporti sociali, come l'amore e l'amicizia, divenuti anch'essi precari e incerti. Anche quando cerchiamo di ancorarci a valori fissi e tradizionali ci accorgiamo che ormai i rapporti interpersonali «sono stati sostituiti dalle connessioni» operati tramite il web che offre una via più semplice nello stabilire incontri in quanto «mentre i legami richiedono impegno, "connettere" e "disconnettere" è un gioco da bambini»
Bauman concorda con Erich Fromm nel negare che in una società malata i sentimenti di amore e di amicizia possano facilmente costituirsi. «la soddisfazione, nell’amore individuale, non può essere raggiunta senza la capacità di amare il prossimo con umiltà, fede, coraggio», ma «in una cultura in cui queste qualità sono rare, l’acquisizione della capacità di amare è condannata a restare un successo raro»

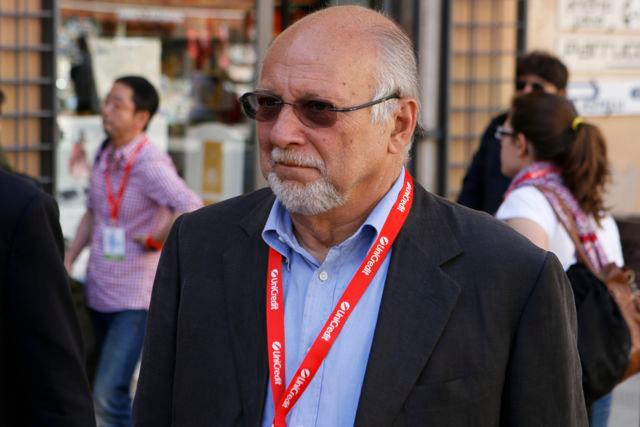
Vittorio Zucconi

Di parere diverso è Vittorio Zucconi convinto che l'amicizia "liquida", vissuta elettronicamente, e quella "solida", partecipata nella vita quotidiana, possano tranquillamente coesistere e che le catastrofiche visioni dei critici dei rapporti basati sul web abbiano inconfessate motivazioni:
L'amicizia è al centro delle preoccupazioni del filosofo francese Michel Foucault nell'ultima fase del suo pensiero. Nell'intervista L'amicizia come modo di vita, la definisce come una "relazione ancora senza forma", da "inventare dalla A alla Z", oppure come "l'insieme delle cose attraverso cui è possibile farsi reciprocamente piacere". Altrove, dopo aver delineato delle ipotesi genealogiche sulle evoluzioni storiche dell'esperienza dell'amicizia in rapporto ai sistemi di potere oggetto delle sue analisi, dichiara: "se c’è una cosa che mi interessa, oggi, è il problema dell’amicizia. [...] Dopo aver studiato la storia della sessualità, è necessario cercare di comprendere la storia dell’amicizia, o delle amicizie".

## Varianti culturali

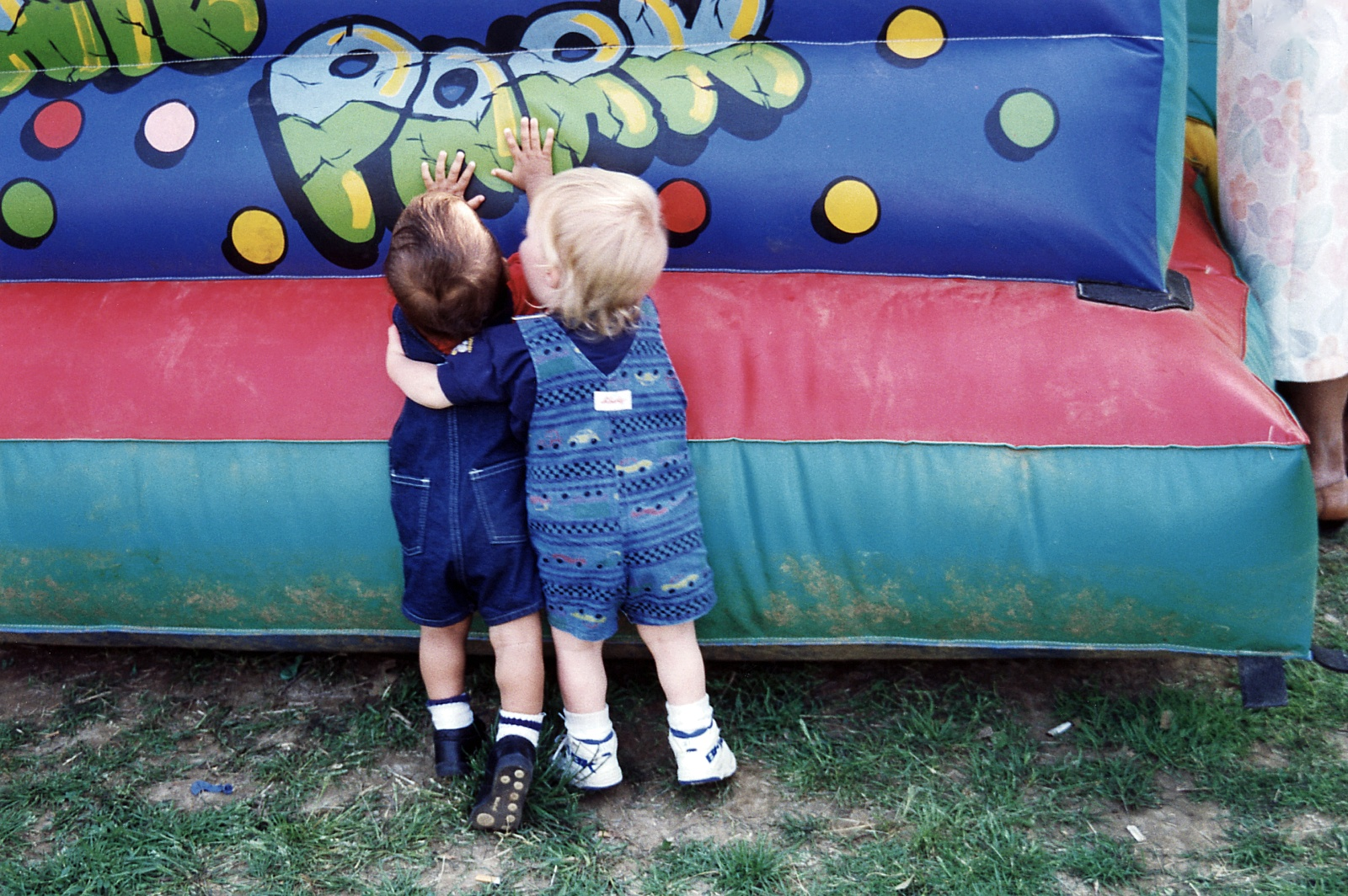
Amici d'infanzia

Come si diceva un gruppo di amici consiste di due o più persone gratificate a stare insieme da sentimenti di cameratismo, esclusività e reciproco interesse. Ci sono varie "gradazioni" e "sfumature" nei modi di intendere questo sentimento, tanto che, nelle varie culture, ci sono da sempre stati diversi modi di intendere e manifestare l'amicizia.

### Russia
In Russia è usanza accordare a pochissime persone la qualifica di amico. Solo fra amici ci si chiama per nome (o col diminutivo o soprannome) mentre fra semplici "conoscenti" ci si chiama usando il nome completo, a cui si aggiunge anche il patronimico. Gli amici possono essere colleghi di lavoro da lungo tempo, vicini con cui si scambiano visite o inviti a pranzo, ecc. Il contatto fisico fra amici è considerato cosa del tutto normale anche fra persone dello stesso sesso, che si abbracciano, si baciano e camminano in pubblico a braccetto o mano nella mano, senza il minimo imbarazzo o connotazione di tipo sessuale. Secondo uno scritto di Oleg Kharkhordin sulle implicazioni politiche dell'amicizia, ai tempi del regime stalinista le amicizie erano viste con un certo sospetto, in quanto la fedeltà fra amici poteva essere in contrasto con la fedeltà al Partito. "Per definizione un amico è una persona che non ti abbandona nemmeno quando è direttamente minacciata, una persona a cui si possono fare tranquillamente confidenze di ogni tipo, una persona che non ti tradirà mai, nemmeno se messa sotto pressione". In un certo senso l'amicizia divenne l'ultimo valore-baluardo del dissenso politico in Unione Sovietica.

### Asia

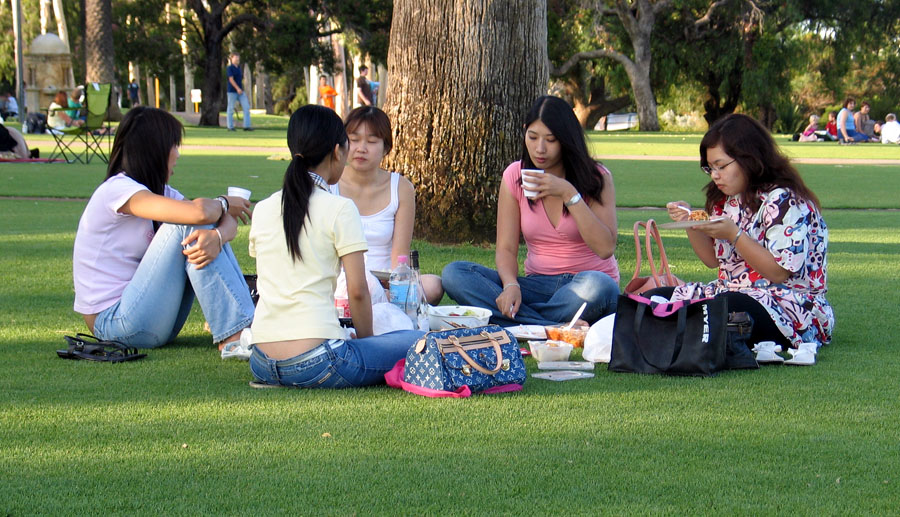
Amici dell'Asia orientale

Anche in Medio Oriente ed Asia centrale l'amicizia fra maschi, sebbene meno stretta che in Russia, tende ad essere particolarmente intima, e si accompagna con una grande quantità di effusioni fisiche di natura non sessuale, tenersi per mano, dormire insieme, abbracciarsi ecc.

### Paesi occidentali
In Occidente i contatti fisici intimi hanno assunto nell'ultimo secolo una connotazione decisamente "sessuale" e praticarli fra amici è considerato un tabù. Tuttavia un modo appena accennato, quasi "rituale", di abbracciarsi e baciarsi può essere accettato, anche se solo in determinati contesti; comunque tra le femmine è maggiormente diffuso l'uso di gesti intimi anche in amicizia (come il tenersi per mano, baciarsi sulle guance o scherzosamente sulle labbra) ed è anche socialmente accettato come modo normale di esprimere tale sentimento mentre lo stesso non accade invece nelle amicizie instaurate tra maschi dove al contrario gesti intimi affettivi sono molto rari (se non completamente assenti) e comunque non considerati una consuetudine dalla collettività come accade invece per le amicizie femminili. È in aumento però, lo scambio di gesti affettivi tra maschi e femmine specie nell'adolescenza. Fanno eccezione i bambini, la cui amicizia può tradursi in manifestazioni di stretta intimità anche tra maschi, che vengono però abbandonate in seguito per uniformarsi alle convenzioni sociali.

### L'amicizia nella storia umana
Il termine amicizia viene reso in greco antico con philia, una forma di amore descritta nella letteratura e filosofia antiche, in cui prevalgono affetto, simpatia, benevolenza.

## Pseudo amicizie
Sebbene nell'accezione originaria il termine indichi l'amicizia fra individui, il termine viene a volte usato anche nel contesto delle relazioni politiche per indicare una particolare condizione delle relazioni fra stati o popoli (si veda l'amicizia "franco-tedesca") legati da affinità e comuni interessi. Su questa falsariga il termine è entrato anche nella codificazione del diritto internazionale, con la Risoluzione dell'Assemblea Generale delle Nazioni Unite 2625 (XXV) del 1970 sulle relazioni amichevoli e la cooperazione fra gli Stati; ad un suo utilizzo euristicamente valido si contrappone la scuola realista sulle relazioni internazionali, che si rifà all'affermazione dello statista inglese Benjamin Disraeli secondo cui: "Le nazioni non hanno mai amici stabili e nemmeno nemici stabili. Solo interessi permanenti."
Altro esempio di utilizzo improprio è l'amico immaginario: consiste, sempre nell'ambito infantile, nell'immaginare un amico, presente esclusivamente nella fantasia dell'immaginante, spesso molto fantasioso.
A volte l'amico immaginario può creare problemi alla psiche, dato che il bambino cerca di convincersi sempre di più della sua esistenza, tanto da crederci quasi letteralmente e trattandolo come una persona vera, ad esempio tenendo il suo posto come se vi fosse seduto, o anche parlargli in maniera seria o rivelargli i propri segreti; talvolta l'amico immaginario può anche essere una persona reale con cui però di fatto non si hanno rapporti o se ne hanno di molto più leggeri.

## Letteratura

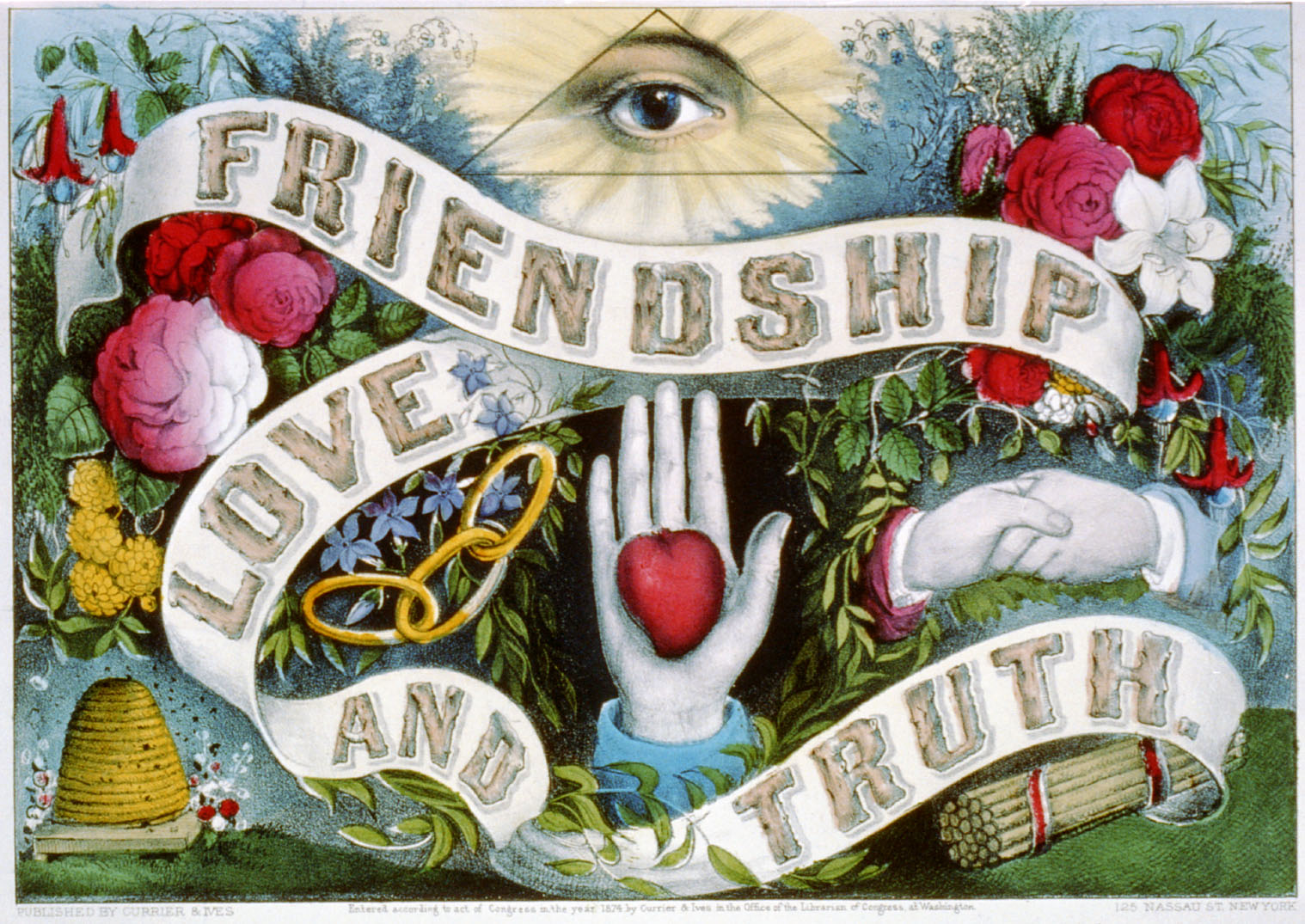
Cromolitografia Amicizia, amore e verità, pubblicata da Currier & Ives, 1874

Di seguito alcune opere letterarie in cui viene trattato il tema dell'amicizia:
- Brunetto Latini, Il Favolello
- Hermann Hesse, Narciso e Boccadoro
- Fred Uhlman, L'amico ritrovato
- Andrea De Carlo, Due di due
- Carlo Mazzoni, Due amici
- Khaled Hosseini, Il cacciatore di aquiloni
- Louis Malle, Arrivederci ragazzi
- Georges Bataille, L'amicizia
- Marco Tullio Cicerone, Laelius - de amicitia
- Robert Musil, I turbamenti del giovane Törless
- Roger Peyrefitte, Le amicizie particolari
- Hermann Hesse, Amicizia
- Dante Alighieri, Purgatorio - Canto II
- Boccaccio, Decameron

## Musica
Diversi brani musicali sono stati incentrati sull'amicizia:
- Dario Baldan Bembo, Caterina Caselli, Amico è
- Lucio Battisti, Una donna per amico
- Baustelle, Le rane
- Buio Pesto, Amixi
- Riccardo Cocciante, Tu sei il mio amico carissimo, Un nuovo amico, Hai un amico in me (sigla del film Toy Story)
- Giorgia Passeri, Four, Nuovi amici a Ciao Ciao (sigla dell'edizione 1985-1986 di Ciao Ciao in onda su Rete 4)
- Gipo Farassino, Avere un amico
- Giorgia, Che amica sei
- Francesco Guccini, Canzone per Piero, Gli amici
- Debora Magnaghi, Four, Ciao Ciao siamo tutti tuoi amici (sigla dell'edizione 1988-1989 di Ciao Ciao in onda su Italia 1)
- L'Aura, L'attimo in cui
- Paolo Meneguzzi, È
- Le Orme, Amico di ieri
- Herbert Pagani, L'amicizia
- Laura Pausini, Un amico è così, Le cose che vivi
- Max Pezzali, La dura legge del gol
- Pooh, Amici per sempre, Un vero amico (dal musical Pinocchio)
- Povia, L'amicizia
- Premiata Forneria Marconi, Per un amico
- Marco Mengoni, Guerriero
- Eros Ramazzotti, In segno di amicizia
- Steve Rogers Band, Caro amico
- Tunnel, Abissi infiniti
- Roberto Vecchioni, Gli amici miei
- Renato Zero, Amico
- Cristina D'Avena, Un amico
- Vinicio Capossela, Il paradiso dei calzini
- Alberto Fortis, L'amicizia
- Lucio Dalla, L'anno che verrà
- I Camaleonti, Amicizia e amore
- Franco126, Ieri l'altro
- Enzo Avitabile, Un amico
- Antonello Venditti, Ci vorrebbe un amico

Inoltre è da ricordare che due delle sigle del programma per ragazzi Ciao Ciao trasmesso su Rete 4 e su Italia 1 parlano anch'esse dell'amicizia.